# Gare de l'aéroport Mohammed V
La Gare de l'Aéroport Mohammed V est une gare du réseau de chemin de fer marocain située au sous-sol du terminal 1 de l'aéroport Mohammed V de Casablanca, mise en service en 1993.
Elle est desservie par des trains du réseau régional Al Bidaoui exploité par l'Office national des chemins de fer (ONCF) qui assurent une liaison directe entre l'aéroport et plusieurs gares de l'agglomération casablancaise.

## Histoire
La gare est mise en service en 1993[réf. souhaitée].

## Service des voyageurs

### Desserte
Les trains du réseau régional Al Bidaoui au départ / à l'arrivée de la gare de l'aéroport Mohammed V permettent de rejoindre sans correspondance les gares suivantes : Bouskoura, Ennassim, Facultés, L'Oasis, Mers Sultan, Casa-Voyageurs et Casa-Port.

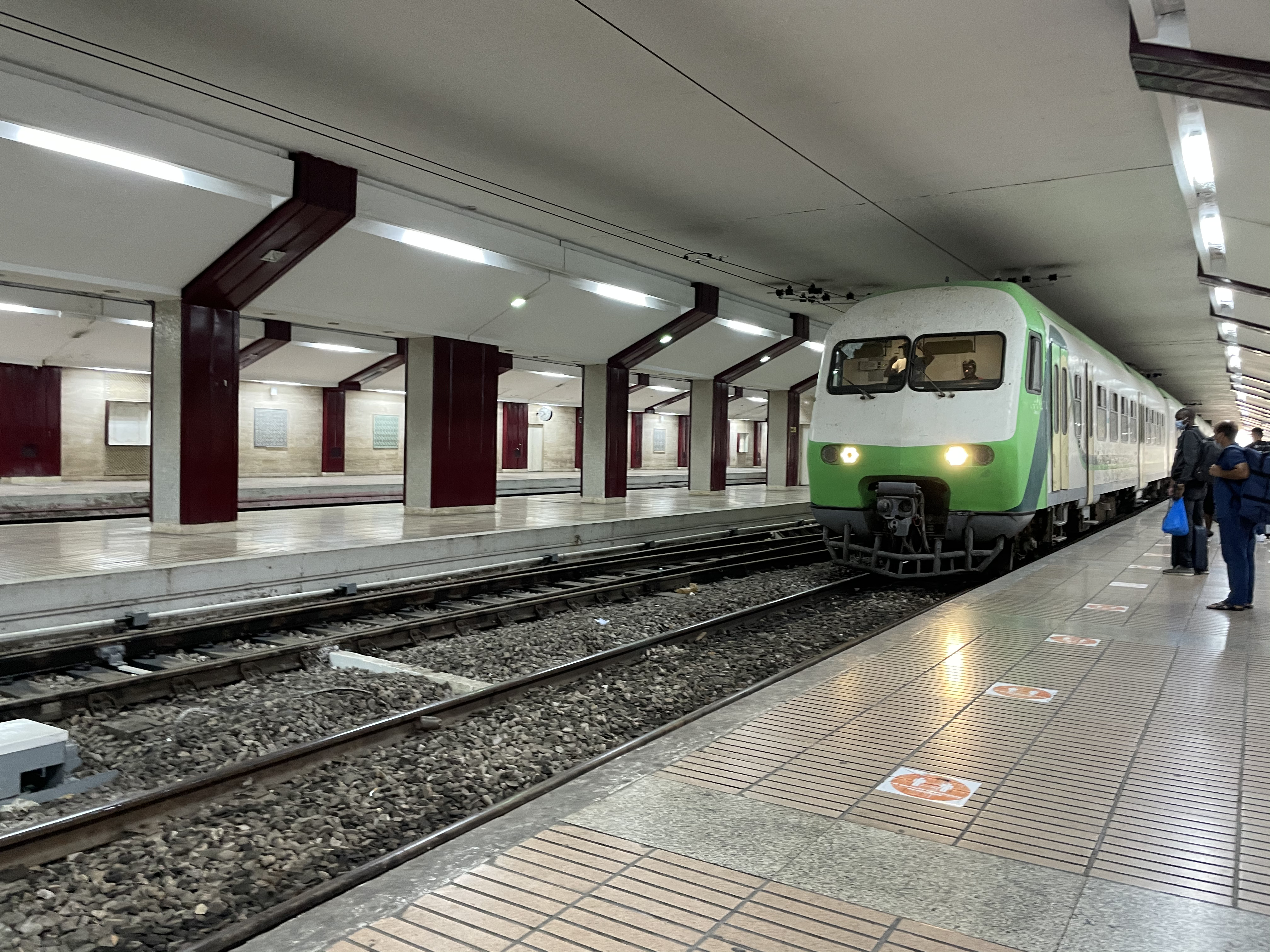
Arrivée d'un train Bidaoui en gare.

Au départ de l'aéroport, les trains circulent de 4h50 à 22h50 ( un train toutes les heures ; au départ de Casa-Port les départs se font de 4h50 à 22h50 avec un train par heure également. Le temps de trajet entre l'aéroport et Casa-Voyageurs est de 30 minutes environ. Il coûte 70 MAD (6,60€ environ) en 1re classe et 50 MAD (4,70€ environ) en 2e classe.

## Intermodalité
La gare est desservie en surface par une station de taxis et des navettes privées à destination de Casablanca.
Aucune ligne d'autobus ne dessert directement la gare ni l'aéroport. Les arrêts de bus les plus proches sont situés à deux kilomètres à vol d'oiseau de la gare : les arrêts Technopôle et Taj 1 de la ligne  312 .